# Karl Christian Adler
Johann Karl Christian Adler (* 14. Dezember 1790 in Schleiz; † 20. Januar 1887 in Saalburg) war ein deutscher Pfarrer und Politiker.

## Leben
Adler war der Sohn des Buchdruckers Johann Melchior Georg Adler in Schleiz und dessen Ehefrau Marie Magdalene geborene Schlegel. Er heiratete in Schönbrunn bei Ebersdorf Eleonore Therese Gebhardt (* 28. Oktober 1793 in Lobenstein; † 25. Januar 1860 in Saalburg), die Tochter des Pastors Johann Heinrich Gebhardt in Schönbrunn.
Er studierte Theologie und war 1817 bis 1822 Prediger in Livorno. August 1822 zog er nach Gera. Dort war er ab 1823 Hof- und Waisenhausprediger. Ende Juli 1831 zog er nach Saalburg, wo er Inspektor, dann Pfarrer und 1867 Oberpfarrer wurde.
Er vertrat konservative Positionen und war in der Märzrevolution Mitglied im "Vaterländischen Verein". Für diesen war er vom 2. Oktober 1848 bis zum 21. Dezember 1849 Abgeordneter im Landtag Reuß jüngerer Linie. Daneben gehörte er dem Vogtländischen Altertumsforschenden Verein in Hohenleuben an. Er wurde 1867 mit dem Fürstlichen Goldenen Ehrenkreuz und dem Fürstlichen Zivil-Ehrenkreuz 1. Klasse ausgezeichnet.